# دگردیسی (مجموعه تلویزیونی)
دگردیسی (به انگلیسی: The Strain) یک مجموعه تلویزیونی آمریکایی در ژانر خون‌آشامی و ترسناک و درام است که برای پخش از شبکه اِف‌اِکس تولید شد. این فیلم بر اساس رُمانی با همین نام نوشته گی‌یرمو دل تورو و چاک هوگان (نویسنده رمانی که فیلم شهر بر اساس آن ساخته شد) است. دِل تورو و هوگان فیلم‌نامه پایلِت سریال را نوشتند و دِل تورو آن را کارگردانی کرد. در ۱۹ نوامبر ۲۰۱۳، سفارش تولید ۱۳ قسمت برای فصل اول گرفته شد. پخش این مجموعه از ۱۳ ژوئیه ۲۰۱۴ از شبکه اِف‌اِکس آغاز شد.
در ۶ اوت ۲۰۱۴، اِف‌اِکس ساخت فصل دوم این مجموعه را برای ۱۳ قسمت اعلام کرد که تولید آن هم از نوامبر ۲۰۱۴ آغاز شد و در نهایت از ۱۲ ژوئیه ۲۰۱۵ پخش گردید. در ۷ اوت ۲۰۱۵، اِف‌اِکس خبر ساخت فصل سوم مجموعه به تعداد ده قسمت در سال ۲۰۱۶ اعلام کرد که از ۲۸ اوت ۲۰۱۶ تا ۳۰ اکتبر ۲۰۱۶ پخش شد. اِف‌اِکس همچنین در ۲۷ سپتامبر ۲۰۱۶ این مجموعه را برای فصل چهارم و آخرین فصل در تابستان سال ۲۰۱۷ تمدید کرد.

## خلاصه داستان
هواپیمایی درحالیکه چراغ‌هایش خاموش و درهایش بسته‌است در فرودگاه جِی‌اِف‌کِی فرود می‌آید. دکتر اِفرِیم گودوِذِر (اِستول) که یک اِپیدمیولوژیست است به همراه تیمش مأمور رسیدگی به وضعیت افراد درون هواپیما می‌شود. آن‌ها وقتی وارد هواپیما می‌شوند با دویست جسد و چهار نفر که هنوز زنده هستند روبرو می‌شوند. اوضاع با ناپدید شدن اجساد از سردخانه وخیم‌تر می‌شود. گودوِذِر و افراد کمی از کمک‌کنندگان حالا خود را در شرایطی می‌بینند که باید نه تنها از خانواده خود بلکه از کل شهر در برابر یک تهدید باستانی ضد بشریت دفاع کنند.

## عوامل و شخصیت‌ها
- کوری استول در نقش دکتر اِفریم گودوِدِر، رهبر تیم «کناری» مرکز کنترل و پیشگیری بیماری در نیویورک سیتی.[۴]
- دیوید بردلی در نقش پروفسور آبراهام ستراکیان، نجات یافته هولوکاست.[۵][۶]
- میا مایسترو در نقش دکتر نورا مارتینز، کارشناس شیمی حیات.[۷]
- کوین دورند در نقش وسلی فِت، یک از بین برنده موش از اوکراین.[۸]
- جاناتان هاید در نقش اِلدریچ پالمر، سالخورده مریض و میلیاردری که در تلاش برای فنا ناپذیری خود است.[۹]
- ریچارد زامل در نقش توماس آیکهورست، با شمایلی رمزآلود از گذشته ستراکیان.[۹]
- شان آستین در نقش جیم کنت ، سرپرست مرکز کنترل و پیشگیری بیماری و از همکاران دکتر «گودوِدِر» و دکتر «مارتینز» است.[۱۰]
- نتالی برون در نقش کلی گودوِدِر، همسر سابق دکتر «اِفریم گودوِدِر».[۴]
- جَک کِزی در نقش گیبریل بولیوار، ستاره راک هوس بازی که علاقه زیادی به مصرف تفریحی مواد مخدر دارد.[۴]
- میگِل گومز در نقش آگوستین «گاس» اِلیسالده، اراذل اوباشی که به تازگی از زندان خارج شده.[۴]
- بن هایلند در نقش زک گودوِدِر، پسر «اِفریم گودوِدِر» و همسر سابقش «کلی».[۴][۱۱]
- خواکین کوسیو در نقش انجل گوسمان اورتادو، کشتی‌گیر بازنشسته که زمانی تحت نام «فرشته نقره‌ای» شناخته می‌شد.[۱۲]
- روتا گدمینتاس در نقش داچ ولدرز، هکر اینترنت.
- روپرت پنری-جونز در نقش آقای کوئینلان، یک‌نیمه خون‌آشام.[۱۳]
- سامانتا ماتیس در نقش جاستین قرالدو.[۱۴]

## تولید
در سال ۲۰۰۶ دل تورو پیشنهاد ساخت سریال «دگردیسی» را داد که به دلیل درخواست شبکه فاکس مبتنی بر کمدی کردن سریال مذاکرات به نتیجه نرسید ولی یک نماینده از شبکه پیشنهاد توسعه این اندیشه را درعوض سریال در کتاب به صورت رمان داد.
دیری نگذشت که دل تورو از چاک هوگان درخواست همکاری برای نوشتن این رمان را کرد و دلیل این کار اینطور عنوان کرد "من تجربه نوشتن فیلمنامه‌های متعددی داشتم و حتی در زمینه رمان هم چندین داستان کوتاه به زبان‌های اسپانیایی و انگلیسی نوشته‌ام ولی واقعاً در زمینهٔ پزشکی و ریزه کاری‌های بررسی صحنه جرم خوب نیستم. زمانی که برام استوکر رمان دراکولا را نوشت واقعاً رمانی نوین و مدرن بود و از نوع بررسی صحنه جرم. من هم می‌خواستم "دگردیسی" را به طرزی قابل درک طوری‌که همه چیز واقعی به نظر برسد بنویسم؛ و هوگان هم بعد از خواندن یک صفحه و نیم از داستان ۱۲ صفحه‌ای که خلاصه شده داستان اصلی بود از آن خوشش آمد و موافقت کرد".
اولین سری کتاب با عنوان «دگردیسی» در سال ۲۰۰۹ و دومین سری با عنوان «سقوط» در سال ۲۰۱۰ و سومین هم با عنوان «شب جاودانه» در سال ۲۰۱۱ منتشر شدند.
بعد از انتشار کتاب اول کتاب، استودیوها و شبکه‌های مختلف پیشنهاد ساخت سریال یا فیلم اقتباسی از این رمان‌ها را دادند که با مخالفت دل تورو و هوگان مواجه شدند چونکه آن‌ها نمی‌خواستند نسخه تصویری، تأثیری بر روی راه و سبک آن‌ها در نوشتن بگذارد.
بعد از انتشار کتاب سوم، نویسندگان شروع به مذاکره با شبکه‌های کابلی‌ای که ابراز علاقه کرده بودند، کردند. در نهایت اف اکس را بهترین متقاضی شناختند چونکه آن‌ها دوست داشتند کاملاً شبیه به داستان اصلی و ایده اصلی رمان اقتباسی سریالی با ۳ الی ۵ فصل را بسازند چرا که دل تورو بر این عقیده بود که هر سری یا جلد کتاب می‌تواند داستان یک فصل باشد ولی جلد آخر دو الی سه فصل را شامل می‌شود.
همچنین دل تورو راه را برای اضافه کردن شاخه و برگ به داستان باز کرد چرا که حتی می‌تواند مکمل داستان و رفع‌کننده اشکالات احتمالی باشد.

## انتخاب عوامل
کارلتون کیوس و دل تورو هر دو باهم انتخاب عوامل را انجام دادند که کوری استول بازیگر فیلم نیمه‌شب در پاریس در نقش «دکتر گودودر» و جان هرت در نقش «آبراهام ستراکیان» که بعد از یک قسمت کناره‌گیری کرده و سپس دیوید بردلی بازیگر سری فیلم‌های هری پاتر جایگزین او کردند. سپس کوین دورند که قبلاً در سریال لاست با کیوس همکاری داشته برای نقش «وسلی فِت» انتخاب شد، اگرچه برای این نقش هم دل تورو ران پرلمن را در ذهن می‌پروراند. همین‌طور در ادامه لورن لی اسمیت برای نقش «کلی گودودر» انتخاب و در نهایت شان آستین یکی از بازیگران اصلی سه‌گانه ارباب حلقه‌ها برای نقش جیم کنت انتخاب شد به دلیل اینکه دل تورو و کیوس می‌گفتند «فکر می‌کنیم خیلی جالب باشد که هنرمندی به این سرشناسی، با ما همکاری کند.»

## فیلمبرداری

پوستر مجموعه که بعد از مخالفت‌هایی که انجام شد، مورد استفاده قرار نگرفت

فیلمبرداری قسمت اول این سریال در ۱۷ سپتامبر شهریور ۲۰۱۳ در شهر تورنتو آغاز و در ۳۱ اکتبر ۲۰۱۳ به پایان رسید. شبکه اف اکس ۱۳ قسمت برای فصل اول در نظر گرفت.

## موسیقی متن
موسیقی متن این مجموعه را رامین جوادی ساخته‌است که قبلاً هم موسیقی متن فیلم حاشیه اقیانوس آرام را برای دِل تورو ساخته بود.

## بازاریابی
تبلیغ اصلی سریال که به‌طور آشکاری نشان‌دهنده کرمی که ناقل ویروس خون‌آشامی است و موجب سوراخ شدن چشم فرد می‌شود، اعتراضات عمومی را در پی داشت که شبکه اف اکس اعلام کرد تبلیغات هنری دیگری را در بیلبوردها جایگزین خواهد کرد.

## قسمت‌ها

### فصل اول (۲۰۱۴)
| قسمت | عنوان                  | کارگردان        | نویسنده                   | تاریخ اصلی پخش  | میزان بیننده در آمریکا (به میلیون) |
| ---- | ---------------------- | --------------- | ------------------------- | --------------- | ---------------------------------- |
| ۱    | «نیمه شب»              | گیرمو دل تورو   | گیرمو دل تورو و چاک هوگان | ۱۳ ژوئیه ۲۰۱۴   | 2.99                               |
| ۲    | «جعبه»                 | دیوید سمل       | دیوید ودل و بردلی تامسن   | ۲۰ ژوئیه ۲۰۱۴   | ۲٫۱۲                               |
| ۳    | «به‌سادگی پیش آمد»      | دیوید سمل       | چاک هوگان                 | ۲۷ ژوئیه ۲۰۱۴   | ۲٫۳۰                               |
| ۴    | «برای همه نیست»        | کیت گوردن       | رجینا کُرادو               | ۳ اوت ۲۰۱۴      | ۲٫۲۷                               |
| ۵    | «گُریختگان»             | پیتر ولر        | جنیفر هاتچیسن             | ۱۰ اوت ۲۰۱۴     | ۲٫۰۳                               |
| ۶    | «اختفاء»               | پیتر ولر        | جاستین برت - گیبسن        | ۱۷ اوت ۲۰۱۴     | ۲٫۲۸                               |
| ۷    | «بخاطر خدماتِ ارایه‌شده» | شارلوت سی یلینگ | دیوید ودل و بردلی تامسن   | ۲۴ اوت ۲۰۱۴     | ۲٫۴۳                               |
| ۸    | «موجودات شب»           | گای فِرلند       | چاک هوگان                 | ۷ سپتامبر ۲۰۱۴  | ۱٫۹۱                               |
| ۹    | «ناپدید شدگان»         | شارلوت سی یلینگ | رجینا کُرادو               | ۱۴ سپتامبر ۲۰۱۴ | ۱٫۸۷                               |
| ۱۰   | «عزیزان»               | جان دال         | جنیفر هاتچیسن             | ۲۱ سپتامبر ۲۰۱۴ | ۲٫۲۲                               |
| ۱۱   | «ریل سوم»              | TBA             | TBA                       | ۲۸ سپتامبر ۲۰۱۴ | ۲٫۲۸                               |
| ۱۲   | «آخرین رسوم مذهبی»     | TBA             | TBA                       | ۵ اکتبر ۲۰۱۴    | ۱٫۹۷                               |
| ۱۳   | «استاد»                | TBA             | TBA                       | ۱۲ اکتبر ۲۰۱۴   | ۲٫۰۹                               |

## بازخورد منتقدان
دگردیسی در مجموع با اقبال منتقدان روبرو شد، بطوری‌که از متاکریتیک امتیاز ۷۲ از ۱۰۰ را بر اساس نظر ۳۷ نفر به دست آورده‌است و از سایت نظرسنجی راتن تومیتوس هم امتیاز ۸۶ درصدی با درجه "Certified Fresh" و با نمره ۷٫۵ از ۱۰ را به خود اختصاص داده‌است.